# シチ川の戦い
シチ川の戦い（ロシア語: Битва на реке Сить）は、1238年3月4日に起きた、ウラジーミル大公ユーリー2世軍と、モンゴル帝国の万人長（ロシア側の呼称ではテムニク）・ブルンダイ(ru)軍との間の戦いである。モンゴルのルーシ侵攻(1237年 - 1240年)、モンゴル軍の北東ルーシへの遠征（1237年 - 1238年）の過程における重要な戦闘の1つであった。

## 背景
モンゴル軍の侵攻によるリャザン陥落（1237年12月21日）、コロムナでのルーシ連合軍の敗戦(ru)（1238年1月1日）、そしてウラジーミル大公国への侵入を受けて、大公ユーリーはシチ川近くの森（現ヤロスラヴリ州の北西）へ出発し、ここへ新たな軍勢を集めるよう命じた。首都のウラジーミルにはユーリーの家族とピョートル・オスレデュコヴィチの指揮する守備隊を残した。『ラヴレンチー年代記』によれば、ユーリーは兄弟のヤロスラフの軍が援軍に来ることを期待したとされる。しかしシチ川の戦いへの参加者の中に、ヤロスラフの名は記されていない。
一方、モンゴル軍は1238年2月7日にウラジーミルを占領(ru)した後、主力部隊はユーリエフ・ポリスキー、ペレスラヴリ・ザレスキーを襲い、さらにトヴェリ、トルジョークへと向かった。またブルンダイの率いる第2軍は、大公ユーリーの甥、ユーリ－・コンスタンチノヴィチの所有するヴォルガ川流域の都市へと向かった。

## 戦闘の経緯
ウラジーミル占領の後の3週間、ブルンダイの第2軍は主軍のおよそ2倍の距離を遠征した後、シチ川へと至った。また同刻、主軍はトヴェリ・トルジョークでの包囲戦に勝利した後、ウグリチ方面からシチ川へと接近していた。対するルーシ軍は、ドロフェイ・セミョーノヴィチの指揮する3000人の部隊を除き、兵を収集する時間がなかった。1238年3月4日の戦闘でウラジーミル・スーズダリ軍は包囲され、ほぼ全員が死ぬか捕虜となった。大公ユーリーは戦死し、首はモンゴル征西軍の総司令官・バトゥの元へ送られた。ヤロスラヴリ公フセヴォロドは戦死し、捕虜となったロストフ公ヴァシリコはシレンスクの森で処刑された。スヴャトスラフ(ru)、ウラジーミルは退却に成功した。

## 結果
シチ川での敗北は、ウラジーミル大公国の、モンゴルの侵攻に対する抵抗を無力化させた。ウラジーミル大公国はモンゴル帝国へ従属することが決まった。ユーリー死後の大公位は兄弟のペレヤスラヴリ・ザレスキー公ヤロスラフが継いだ。ヤロスラフはウラジーミル大公国と、ペレヤスラヴリ・ザレスキー公国を直接統治することになった。
一方、ブルンダイのモンゴル帝国軍では疫病が発生し、弱体化した。それはバトゥがノヴゴロドへの進軍を断念した理由の一つとなった。